# Wszystkie wcielenia Tary
Wszystkie wcielenia Tary' (United States of Tara) – amerykański serial komediowy nadawany przez stację Showtime od 18 stycznia 2009. W Polsce pierwszy sezon nadawany był przez stację TVN od 11 lutego 2010. Obecnie od 2 sierpnia 2011 emitowany jest drugi sezon serialu. Pomysłodawcą serialu jest Diablo Cody. Zdjęcia do serialu kręcono w Overland Park (Kansas) oraz Los Angeles (Kalifornia).

## Opis fabuły
Tara Gregson, która jest żoną i matką dwójki dzieci, cierpi na zaburzenie dysocjacyjne tożsamości. Gdy tylko jest zestresowana, zamienia się w całkiem inną osobę: dziką i namiętną nastolatkę T; panią domu Alice czy Bucka, miłośnika piwa. Wspierana przez męża Maxa, musi poradzić sobie z problemami dorastającej córki Kate oraz synem Marshallem, ekscentrycznym, jednak bardzo życzliwym gejem. Dodatkowo jej siostra Charmaine nie do końca wierzy w zaburzenia swojej siostry.

## Obsada

### Rodzina
- Toni Collette jako Tara Gregson, żona i matka pracująca jako malarz fresków. Kocha swoją rodzinę, często czuje się winna za przykre wydarzenia dotykające jej bliskich. Tara, zmieniając osobowość, nie pamięta, co wtedy robiła, jednak osoby, w które się zmienia – tak. Cody stwierdziła, że Tara nie jest nieodpowiedzialna, nie biorąc leków, gdyż "chce spróbować okazji życia z jego stanu, a nie dusząc go z narkotykami", ponieważ jest jasne, że nie otrzymuje odpowiedniego leczenia na zaburzenie dysocjacyjne tożsamości. Collette powiedziała, że jest "podekscytowana" i "absolutnie zakochana" w tym projekcie.
- John Corbett jako Max Gregson, spokojny, zrównoważony mąż Tary, będący oazą spokoju. Jest jej mężem od siedemnastu lat, poszukuje Trippa Johansona, który może pomóc w wyjaśnieniu choroby żony.
- Brie Larson jako Kate Gregson, piętnastoletnia córka Tary, pracująca w rodzinnej restauracji. Lubiąca dobrą zabawę, wdała się w nieformalny związek z managerem lokalu Genem. Szybko przestaje być on obiektem jej zainteresowań, dlatego inicjuje zarzut molestowania seksualnego wobec niego.
- Keir Gilchrist jako Marshall Gregson (zwany także Kate i "Moosh"), syn Maxa i Tary, czternastoletni gej. Uwielbia klasyczne filmy, a w przyszłości chciałby zostać reżyserem.
- Rosemarie DeWitt jako Charmaine, siostra Tary, ma za złe Tarze, że to ona jest ciągle w centrum uwagi. Jest antagonistką. Pracowała dla spółki mail-order vitamin, jednak incydent z udziałem jednej z osobowości Tary zmusił ją do rezygnacji z pracy. Jej pierwszy mąż naciskał na nią, aby poddała się zabiegowi powiększania piersi, co spowodowało uszkodzenia mechaniczne, koślawe piersi. Przechodzi korektę chirurgiczną, i zaczyna się jej więź z Buckiem, który opiekuje się nią i pomaga przy windykacji.
- Pamela Reed jako Beverly i Fred Ward jako Frank, rodzice Tary, pojawiają się w odcinku szóstym, składając propozycję zabrania do siebie wnuków ze względu na stan zdrowia Tary.

### Przyjaciele
- Patton Oswalt jako Neil, pracownik i przyjaciel Maxa, który w przeszłości miał romans z Charmaine.
- Nathan Corddry jako Gene Stuart, drażliwy szef Kate w restauracji, którego relacje z dnia na dzień są coraz bardziej obsesyjnie w stosunku do dziewczyny. W odcinku dziesiątym zostaje posądzony przez Kate o molestowanie seksualne, gdyż nadużywa swojej władzy dopuszczając się niewłaściwych uwag oraz podrywania innych nastoletnich dziewcząt w restauracji. W finale sezonu zostaje zwolniony z Barnabeez, jednak nadal narzuca się Kate.
- Hayley McFarland jako Petula, najlepsza przyjaciółka Marshalla.
- Andrew Lawrence jako Jason, przyjaciel a zarazem potencjalna miłość Marshalla, syn lokalnego proboszcza. Nie do końca jest przekonany jakiej jest orientacji. W odcinku dziewiątym całuje się z Marshallem.
- Jessica St. Clair jako Tiffany, kobieta, która pracowała z Charmaine i która zatrudniła Tarę jako malarza fresków. Gdy jeden z fresków zostaje zniszczony przez jedną z osobowości Tary postanawia zwolnić ją z pracy.
- James McCauley jako Tripp Johansson, osoba która dopuściła się gwałtu na Tarze. Pod koniec sezonu pierwszego, klinika DID wykazała, że gwałt nie był początkiem choroby Tary.

### Terapeuci
- Valerie Mahaffey jako dr Ocean, terapeuta Tary. W odcinku dziesiątym zasugerowała, że powinna zobaczyć się z terapeutą, który specjalizuje się w DID.
- Joel Gretsch jako dr Holden, terapeuta w klinice DID.
- Eddie Izzard jako dr Jack Hattarras, profesor psychologii i terapeuta Tary w sezonie trzecim. Początkowo nie wierzy w istnienie DID, lecz po dłuższym kontakcie i pomocy Tarze zmienia swoje nastawienie.

### Wcielenia
Toni Collette wciela się w postać Tary, która pod wpływem stresu lub emocji zmienia swoją osobowość.
- T – młoda dziewczyna będąca w wieku Kate. Jej sposób ubierania się oraz to, jak się zachowuje, świadczy o tym, że jest buntowniczką. Uwielbia podrywać Maxa i chodzić na zakupy, płacąc kartą kredytową Tary.
- Alice – pani domu, która często piecze dla rodziny. Ma bardzo władczą osobowość, a ona sama uważa się za prawdziwą osobowość lepszą od Tary, próbując przez 24 godziny, 7 dni w tygodniu kontrolować ją i jej ciało. Twierdzi także, że jest lepszym opiekunem dla całej rodziny niż Tara lub jej inne osobowości. Jest bardzo silne wierzącą chrześcijanką, która modli się co noc. Bardzo często próbuje uprawiać seks z Maxem, bo chce mieć własne dziecko. W odcinku dwunastym, gdy widzi dr Holden, Alice mówi, że Tara jest słaba, i że jej potrzebuje.
- Buck jest jedyną leworęczną osobowością. Posiada motor. Nosi duże okulary i czapkę bejsbolówkę, uwielbia podrywać oraz fantazjować twierdząc, że miał seks z kelnerką w miejscowej kręgielni. Natomiast brak penisa tłumaczy tym, że został postrzelony w wojnie w Wietnamie. Buck posiada broń o nazwie Persephone i często udaje się na strzelnicę z Maxem i Marshallem. Collette powiedziała, że Buck jest jej ulubioną osobowością. Jest bardzo głośny, wulgarny i niekulturalny.
- Gimme – najbardziej tajemnicza postać, która pojawia się w odcinku szóstym. Jest niemy, dziki, zachowuje się jak zwierzę.
- Shoshana Schoenbaum – terapeutka Tary, ubierająca się jak postać z lat 70. Osobowość ujawniła się w momencie, gdy Tara, szukając dobrego terapeuty poza obrębem miasta, zaczęła czytać książkę terapeutki swojego sąsiada – You becoming you. Dzięki tej książce stała się Shoshaną Schoenbaum.
- Chicken – jest 5-letnią Tarą, która ujawnia się w momencie poznania matki zastępczej Mimi (u której mieszkała wraz z siostrą w 1976 roku) i jej męża.
- Bryce Craine – osobowość-sadysta. Pojawia się w sezonie trzecim. Jest to 14-letni przyrodni brat Tary i Charmaine z pierwszego małżeństwa ich ojca. Molestował je, gdy były małe. Pragnie za wszelką cenę zabić Tarę. Zabija Chicken, Shoshana i Gimmy oraz bardzo rani pozostałe osobowości. Do tego stopnia, że jest pewien, że je również zabił. Zostaje zabity przez Tarę.

## Nagrody
Złote Globy 2009
- nominacja: najlepsza aktorka w serialu komediowym lub musicalu − Toni Collette

61. ceremonia wręczenia nagród Emmy
- wygrana: najlepsza aktorka w serialu komediowym − Toni Collette
- wygrana: najlepsza czołówka
- nominacja: najlepsza obsada serialu komediowego − Allison Jones, Cami Patton i Elizabeth Barnes

Nagroda Gildii Aktorów Filmowych 2009
- nominacja: najlepsza aktorka w serialu komediowym − Toni Collette

Nagroda Satelita 2009
- nominacja: najlepsza aktorka w serialu komediowym lub musicalu − Toni Collette